# NGC 692
NGC 692 (другие обозначения — ESO 197-3, FAIR 712, IRAS01467-4853, PGC 6642) — спиральная галактика с перемычкой (SBbc) в созвездии Феникс.
Этот объект входит в число перечисленных в оригинальной редакции «Нового общего каталога».
В NGC 692 взорвались две сверхновые: SN 2007st и SN 2010aa.